# 中和镇 (南宁市)
中和镇，原为中和乡，是中华人民共和国广西壮族自治区南宁市邕宁区下辖的一个乡镇级行政单位。2018年撤乡设镇。。区划代码改为450109104。

## 行政区划
中和镇下辖以下地区：
中和社区、那例村、那才村、周禄村、坛西村、方村、平天村和新安村。